# Canosio

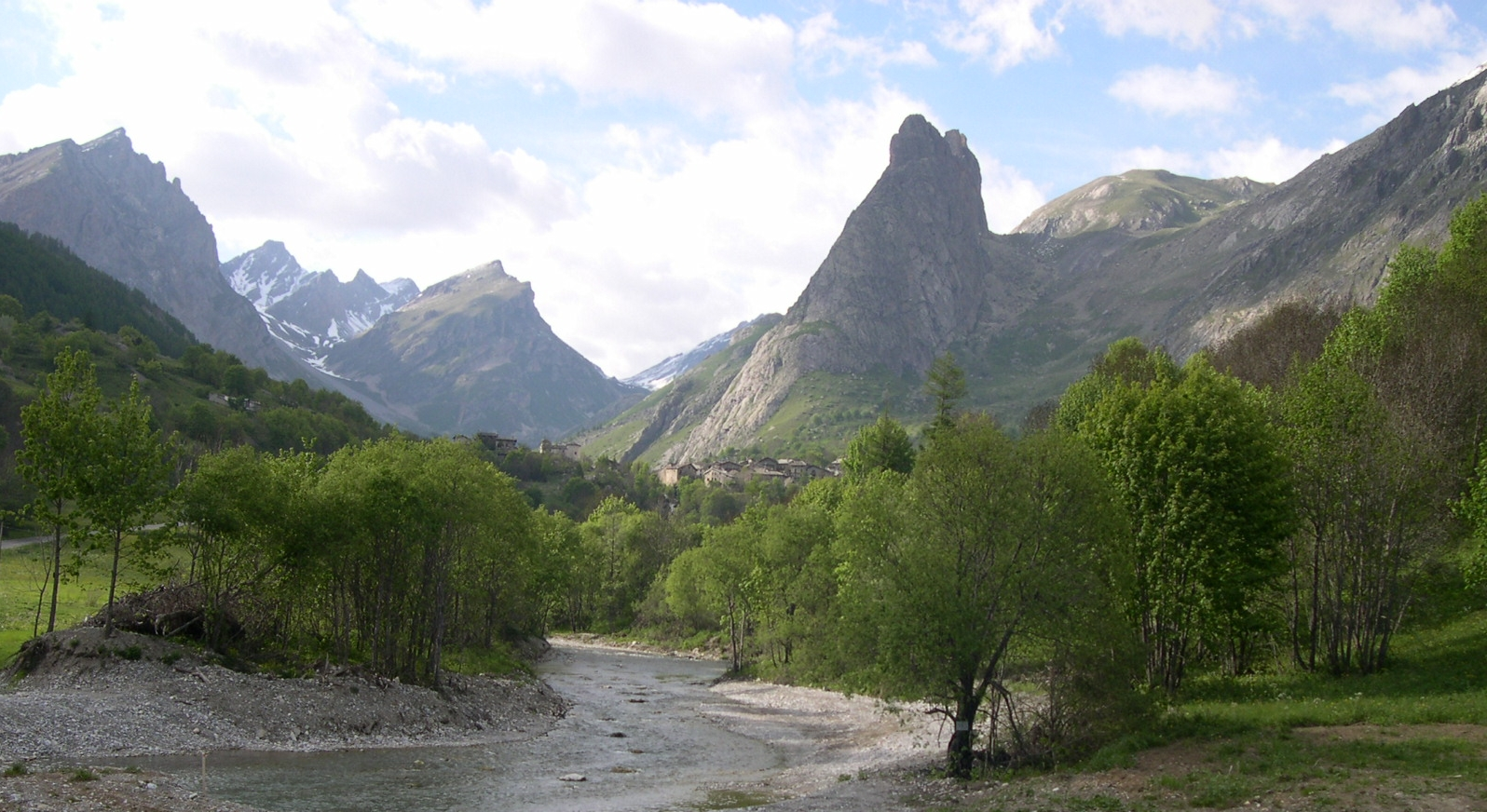
Vista del valle Maira.

Canosio (Cianeus en idioma piamontés, Chanuelhas en la lengua  provenzal alpina) es una comuna de 83 habitantes de la Provincia de Cuneo. La comuna se encuentra en el valle Maira y forma parte de la Comunidad Montana Valle Maira.

## Evolución demográfica
| Gráfica de evolución demográfica de Canosio entre 1861 y 2001 |
|                                                               |
| Fuente ISTAT - elaboración gráfica de Wikipedia               |

## Administración
- Nombre de comisionado: Roberto Colombero.
- Fecha de elecciones: 8 de junio de 2009.
- Partido político: Lista cívica.
- Teléfono de la comuna: 0171 998122.
- Email de la comuna: no disponible.

## Lugares de interés
- ALTOPIANO DELLA GARDETTA:Patrimonio Geológico Italiano